# Literatura română realistă
Realismul este curentul literar în care se susține crezul că arta este chemată să reflecte realitatea obiectiv, veridic, fără să o înfrumusețeze. Ca doctrină estetică și modalitate artistică, realismul s-a născut ca o reacție împotriva romantismului. În literatura română, creația de tip realist corespunde celei de a doua jumătăți a secolului al XIX-lea și primei jumătăți a secolului XX (parțial).
Realismul literar românesc este inaugurat în proză și dramaturgie de către scriitori pașoptiști (Costache Negruzzi, Mihail Kogălniceanu, Vasile Alecsandri) și postpașoptiști (Nicolae Filimon, Bogdan Petriceicu Hașdeu). Acest stil a fost adoptat și folosit în operele lor de scriitori români precum Ion Luca Caragiale, Ioan Slavici, Liviu Rebreanu, G. Călinescu și Marin Preda.